# Червија
Червија (итал. Cervia) град је у северном делу Италије. Налази се у провинцији Равена, регија Емилија-Ромања и он је седиште општине Червија.

## Становништво
Према резултатима пописа становништва 2011. у општини је живело 28.896 становника.
| 1931.  | 1936.  | 1951.  | 1961.  | 1971.  | 1981.  | 1991.  | 2001.  | 2011.  |
| ------ | ------ | ------ | ------ | ------ | ------ | ------ | ------ | ------ |
| 11.902 | 12.319 | 14.923 | 19.059 | 23.008 | 24.704 | 25.294 | 25.892 | 28.896 |

## Партнерски градови
- Ален
- Белуно
- Маон
- Јелења Гора